# True Disaster
«True Disaster» (с англ. — «Настоящая катастрофа») — песня шведской певицы и автора песен Туве Лу, выпущенная в качестве второго сингла с ее второго студийного альбома «Lady Wood». Сингл был выпущен для американского радио 15 ноября 2016 года лейблом Republic Records. 3 февраля 2017 года Лу выпустила ремикс-версию песни под названием «True Disaster (Cut Snake Remix)».

## Композиция
Сингл представляет собой песню, вдохновленную синти-попом 1980-х годов и электропопом, она написана в тональности до―диез минор, следуя последовательности аккордов C#m―Bsus2―F# - E и имеет темп 94 BPM. Песня повествует о боли, которая приходит вместе с разрушительной любовью.

## Видеоклип
Премьера клипа состоялась 29 ноября 2016 года на YouTube.
Клип начинается с того, что певица ведет машину и разговаривает с персонажем по имени Лорна, которого играет Лина Эско. В следующей сцене Лорна заливает бензин в машину. Лу просыпается и вылезает из машины. Она идет по освещенной неоновым светом улице в хореографическом танце.

## Критика
Кэтрин Сент-Асаф из Pitchfork положительно отозвалась о сингле, назвав его одной из лучших поп-песен года. Джон Долан из Rolling Stone писал, что  мир Лу — это беспорядочные ночи и исповедальное забвение. Джеймс Реттиг из Stereogum написал в рецензии на трек: «Это блестящая песня о неизбежном опустошении, которое приходит с влюбленностью».

## Живые выступления
Лу впервые исполнила песню на концерте MTV Video Music Awards 2016 в августе 2016 года. 19 ноября она исполнила ее на французском телевизионном шоу Quotidien. 22 ноября она исполнила песню для iHeartRadio вместе с «Cool Girl», «Talking Body», «Keep It Simple» и «Habits (Stay High)» в студии X в Сиднее.

## Трек-лист
- Digital EP − Remixes EP[18]

1. "True Disaster" (Cut Snake Remix) – 5:04
2. "True Disaster" (Woody Runs Remix) – 2:41
3. "True Disaster" (LIOHN Remix) – 2:24
4. "True Disaster" (Youngr Remix) – 2:43

## Чарты
| Чарт (2016–17)                             | Высшая позиция |
| ------------------------------------------ | -------------- |
| Бельгия/Валлония (Ultratip Bubbling Under) | 31             |
| Чехия (Rádio — Top 100)                    | 26             |
| Польша (Polish Airplay Top 100)            | 65             |
| Russia Airplay (Tophit)                    | 257            |
| Швеция (Sverigetopplistan)                 | 56             |
| США (Billboard Digital Song Sales)         | 50             |